# Pòssum pigmeu cuallarg
El pòssum pigmeu cuallarg (Cercartetus caudatus) és un marsupial diprotodont que viu a les jungles del nord d'Austràlia, Indonèsia i Nova Guinea. Viu a altituds de més de 1.500 metres, menja insectes i nèctar i en estat salvatge podria alimentar-se de pol·len en lloc d'insectes.